# Хармонија (митологија)
Хармонија (грч. Harmonia) је богиња из грчке митологије. У грчкој митологији се помиње да је била кћерка бога рата Ареса и богиње Афродите. Подударна Хармонији, у римској митологији је Конкордија - (лат. Concordia) .
Хармонија је била жена Кадма, првог краља Тебе.
На свадби са краљем Кадмом су били сви олимпски богови, и дуго је живела срећно у браку, али јој судбина није омогућила да доживи срећу своје деце, кћерке Ине, Семеле и Агаве, као и синова Полидора и Аутоноа, као и да достојно умре.

## Митологија
Кадму, као моћном и богатом краљу, су за жену, богови одабрали красну Хармонију, кћерку Ареса и Афродите, а и сами су присуствовали њиховој свадби. 
Кадму и његовој жени Хармонији, Арес и Артемида су наносили велику бол и тугу. Арес, мада је био Кадмов таст и деда његове деце, није могао заборавити и опростити убиство своје посвећене змије, а богиња Артемида због неизмирених рачуне са богињом Афродитом. Артемида је, због незнатне кривице убила Кадмовог унука Актеона, а када је, због интриге са богињом Хером, он изгубио и своје кћерке Семелу и Ину, одлучио је да напусти Тебу и одсели се са својом женом Хармонијом у Илирију.
Кадмо је, размишљајући о својој тешкој и несрећној судбини, тражио узроке и никако није могао да схвати шта му се то догодило. Био праведан и храбар, бринуо се за свој град и приносио обилне жртве боговима, а опет су га задесиле велике туге. А онда се, сетио Аресове змије и рекао:
Ако је то све због змије, било би боље да су богови претворили у њу мене...
Чим је то изрекао, тело му се издужило, ноге срасле, а језик расцепио, и речи којима је дозивао своју жену Хармонију, да би је по последњи пут загрлио, претвориле су се у змијско сиктање. Хармонија, када је угледала свога мужа узвикнула је - Богови, зашто мене нисте претворили у змију уместо њега. И богови, који никада нису журили да испуне жеље смртника, одмах јој испунише жељу и тим чином завршише трагедију. 
У ликовима змија завршили су свој живот оснивачи тебанског краљевског рода - оснивачи Тебе, града са седморо врата.